# Ильинская Горка
Ильи́нская Го́рка (карел. Mägürüččü) — деревня в составе Ильинского сельского поселения Олонецкого национального района Республики Карелия.

## География
Расположена в 15 км к западу от Олонца, на реке Олонка.

## История
В результате сокращения населения в 1957 году к Ильинской Горке была присоединена деревня Теркула.

## Население
| 2002 | 2009 | 2010 | 2013 |
| ---- | ---- | ---- | ---- |
| 14   | ↘12  | ↗23  | ↘21  |